# Assembleia Geral da Igreja Presbiteriana Reformada
A Assembleia Geral da Igreja Presbiteriana Reformada (AGIPR) (em inglês Reformed Presbyterian Church General Assembly) é uma denominação protestante, de orientação reformada, fundada nos Estados Unidos em 1991, por um grupo de igrejas que se separou da Igreja Presbiteriana Reformada nos Estados Unidos.

## História
As igrejas presbiterianas são oriundas da Reforma Protestante do século XVI. São as igrejas cristãs protestantes que aderem à teologia reformada e cuja forma de organização eclesiástica se caracteriza pelo governo de assembleia de presbíteros. O governo presbiteriano é comum nas igrejas protestantes que foram modeladas segundo a Reforma protestante suíça, notavelmente na Suíça, Escócia, Países Baixos, França e porções da Prússia, da Irlanda e, mais tarde, nos Estados Unidos.
Em 1983 a Igreja Presbiteriana Reformada - Sínodo Evangélico (IPRSE) uniu-se a Igreja Presbiteriana na América (IPA). Desde então, um grupo de igrejas do Presbitério da Geórgia da IPA passou a se opor a forma como a denominação resultante da fusão tomava suas decisões. Sendo assim, estas igrejas se separaram da IPA e formaram o Presbitério do Pacto.
Em 1985 este presbitério cresceu e se desdobrou em quatro presbitérios, organizando assim a assembleia da Igreja Presbiteriana Reformada nos Estados Unidos. Em 1990, a denominação mudou seu nome para a Igreja Presbiteriana Reformada nas Américas. 
Em 1991 os quatro presbitérios desta denominação entraram em conflito. Um deles foi Presbitério de Hanover, que  tornou-se uma denominação separada, a Igreja Presbiteriana Reformada - Presbitério de Hanover.
Enquanto isso, o Presbitério Westminster e o Presbitério de Genebra formaram a Assembleia Geral da Igreja Presbiteriana Reformada (AGIPR), deixando o quarto presbitério como remanescente da Igreja Presbiteriana Reformada nos Estados Unidos.
Em 2006, um grupo de igrejas que apoiavam a tolerância à pedocomunhão se separou da AGIPR e formou a Igreja Presbiteriana do Pacto.
A AGIPR continuou crescendo e em 2021 era fora formada por um total de 2 presbitérios e 11 igrejas (7 delas membros da denominação e 4 associadas).

## Doutrina
A AGIPR, assim como outras denominações presbiterianas, subscreve a Confissão de Fé de Westminster, Catecismo Maior de Westminster e Breve Catecismo de Westminster. Além disso, ensina o Criacionismo da Terra Jovem. 
A denominação é conservadora em suas doutrinas e práticas. Por isso, se opõe ao casamento entre pessoas do mesmo sexo.